# Ruta 24 (Chile)
Die Ruta 24 (kurz RN 24) ist eine Nationalstraße in der Región de Antofagasta im großen Norden Chiles. In ihrem Verlauf auf 154,9 km ist sie vollständig asphaltiert und verbindet die Ruta 1 in Tocopilla mit der Ruta 5 Arica-La Serena und von dort aus mit der Mine Chuquicamata und der Minenstadt Calama.
Sie teilt sich in zwei Abschnitte. Einerseits der Abschnitt poniente (nach Westen), der von der Kreuzung Crucero nach Tocopilla verläuft und andererseits der Abschnitt oriente (nach Osten), der von der Kreuzung Crucero nach Calama verläuft. Letzterer Abschnitt verläuft zwischen Chuquicamata und der Provinzhauptstadt der Provincia de El Loa zweistreifig.

## Städte und Ortschaften
Die Städte, Dörfer und Siedlungen entlang des Abschnitte von Osten nach Westen (Abschnitt poniente) und von Westen nach Osten (Abschnitt oriente) sind:
 Región de Antofagasta 
- Länge Abschnitt poniente: 71 km (km 0 bis 71).
- Provincia de Tocopilla: Anschluss an María Elena (km 12), Tocopilla (km 70-71).

- Länge Abschnitt oriente: 83 km (km 0 bis 83).
- Provincia de El Loa: Anschluss an Chuquicamata (km 70), Calama (km 83).

Zwischen Chuquicamata und Calama sollte eine Umgehung für die Konstruktion der Mina Ministro Hales angelegt werden.